# Leone di Calcedonia
Leone in greco Λεών? (fl. XI secolo) è stato un metropolita di Calcedonia dell'XI secolo che si oppose all'appropriazione dei tesori della chiesa da parte dell'imperatore bizantino Alessio I Comneno tra il 1081 e il 1091.
Al momento della sua ascesa al trono, nel 1081, Alessio I si trovava in una situazione disperata. Con le guerre bizantino-normanne che prosciugavano il poco denaro rimasto nelle casse imperiali e Roberto il Guiscardo che marciava attraverso i Balcani, Alessio fu costretto a riunire un sinodo di ecclesiastici greci che lo autorizzò a impiegare le ricchezze raccolte come offerte nelle chiese per il servizio pubblico. Questo atto fu violentemente contrastato da molti ecclesiastici, tra i quali Leone, vescovo di Calcedonia, era tra i più importanti.
Leone dichiarò che il governo aveva commesso un sacrilegio fondendo oggetti sacri che avevano diritto all'adorazione dei cristiani. L'opposizione di Leone costrinse l'imperatore a fare temporaneamente marcia indietro nel 1082. La ripresa delle confische poco dopo e la mancanza di resistenza da parte del patriarca Nicola III e degli altri vescovi di riferimento indussero Leone a rompere la comunione con il patriarcato nel 1084. Alessio approfittò delle sue affermazioni che sembravano attribuire a questi oggetti un'importanza superiore a quella ortodossa. Nel 1086 fu convocato un altro sinodo in cui il fratello dell'imperatore, il Sebastocratore Isacco, svolse un ruolo di primo piano, riunendo i testi patristici per il processo, e le opinioni di Leone furono condannate come eretiche. Il sinodo lo incriminò e lo depose prima di essere esiliato a Sozopolis, dove gli abitanti del luogo lo consideravano un santo.
Sebbene Alessio avesse pubblicato un decreto che giustificava la secolarizzazione dei tesori ecclesiastici, il clamore dell'opinione pubblica fu tale da indurlo a emanare una crisobolla che ordinava la restituzione di tutte le lastre sacre già utilizzate per lo Stato e dichiarava sacrilegio chiunque in futuro avesse utilizzato i tesori ecclesiastici per usi secolari.
Alla fine gli scritti di Leone furono condannati nel Concilio delle Blachernae del 1094, e Leone si sottomise alle sue decisioni.